# Treron sieboldii
El vinago japonés (Treron sieboldii) es una especie de ave columbiforme de la familia Columbidae. Es propio de Asia, encontrándose en China, Japón, Corea del Sur, Laos, Rusia, Taiwán, Tailandia y Vietnam.

## Taxonomía
Se reconocen las siguientes subespecies:
- Treron sieboldii sieboldii
- Treron sieboldii fopingensis
- Treron sieboldii murielae